# Repartidor d'aigües al carrer Argentona
El Repartidor d'aigües al carrer Argentona és una obra de Mataró (Maresme) protegida com a Bé Cultural d'Interès Local.

## Descripció
Es tracta d'una edificació cilíndrica de planta el·líptica actualment embeguda per les edificacions del costat. Presenta una porta d'accés des del carrer i dues petites finestres amb arc de mig punt al primer i segon nivell respectivament.

## Història
Tal com explica l'historiador Joaquim Llovet: «L'any 1857 es constituí la societat Palau, Garcia i Cia. per captar i conduir a Mataró les aigües que fluïen en diversos punts als termes de Dosrius, Canyamars i Argentona. Poc després, un nou soci, Josep Saborit, hi feu aportació d'unes mines d'aigües que posseïa a Dosrius mateix i a Argentona; les aigües d'ambdues procedències foren portades a Mataró i reunides al paratge del molí de vent, al peu del camí d'Argentona a la sortida de la ciutat. A la part alta de la població, als carrers de Sant Rafael, Argentona, Nou de Caputxines i a altres indrets, hom hi instal·là uns hidròmetres per al repartiment d'aigua als usuaris que n'havien contractat».